# Keila (Estonia)
Keila (in tedesco Kegel)  è una città dell'Estonia settentrionale, nella contea di Harjumaa. Il comune cittadino (in estone linn) amministra il centro urbano di Keila; il contado dipende dal rispettivo comune rurale (in estone vald).

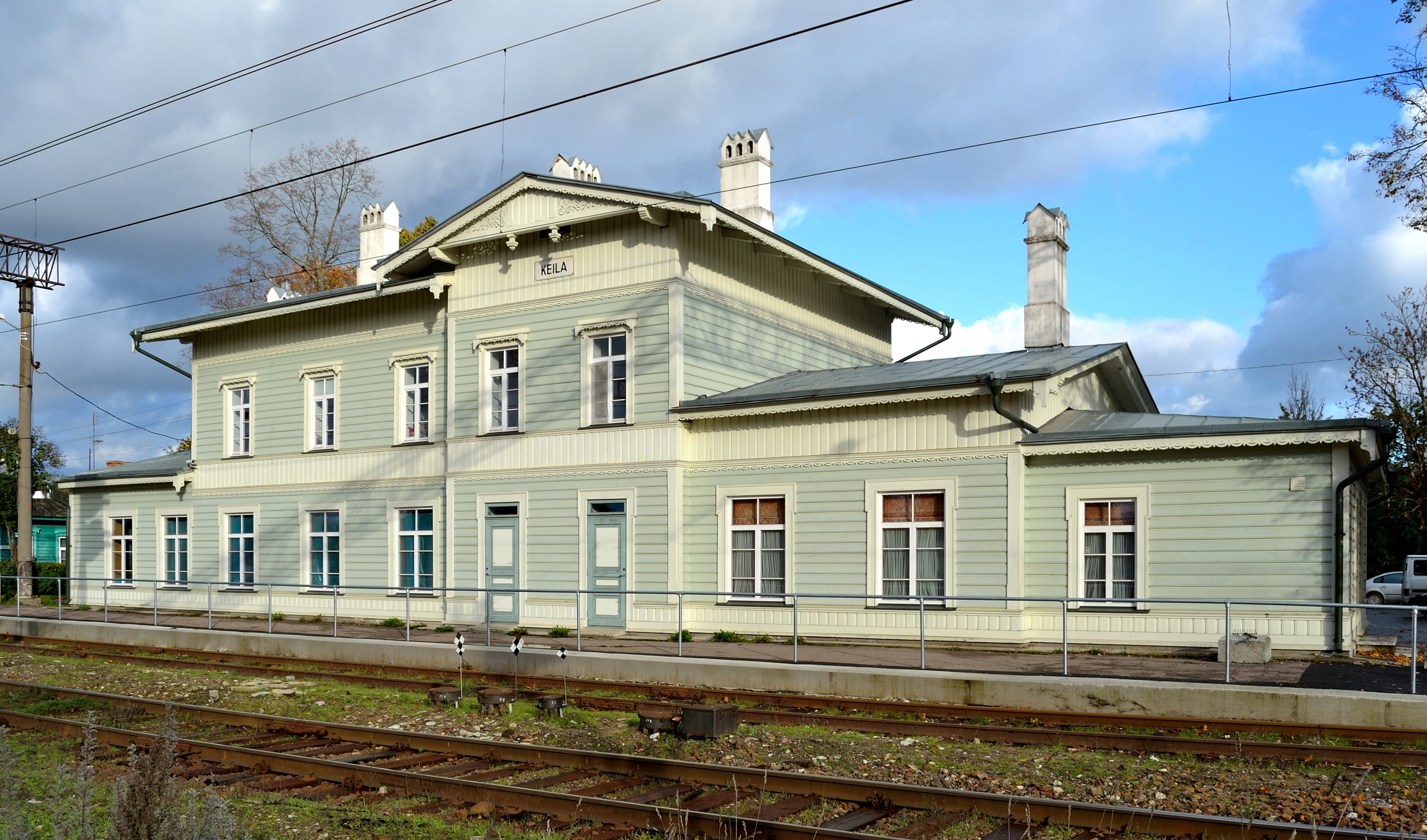
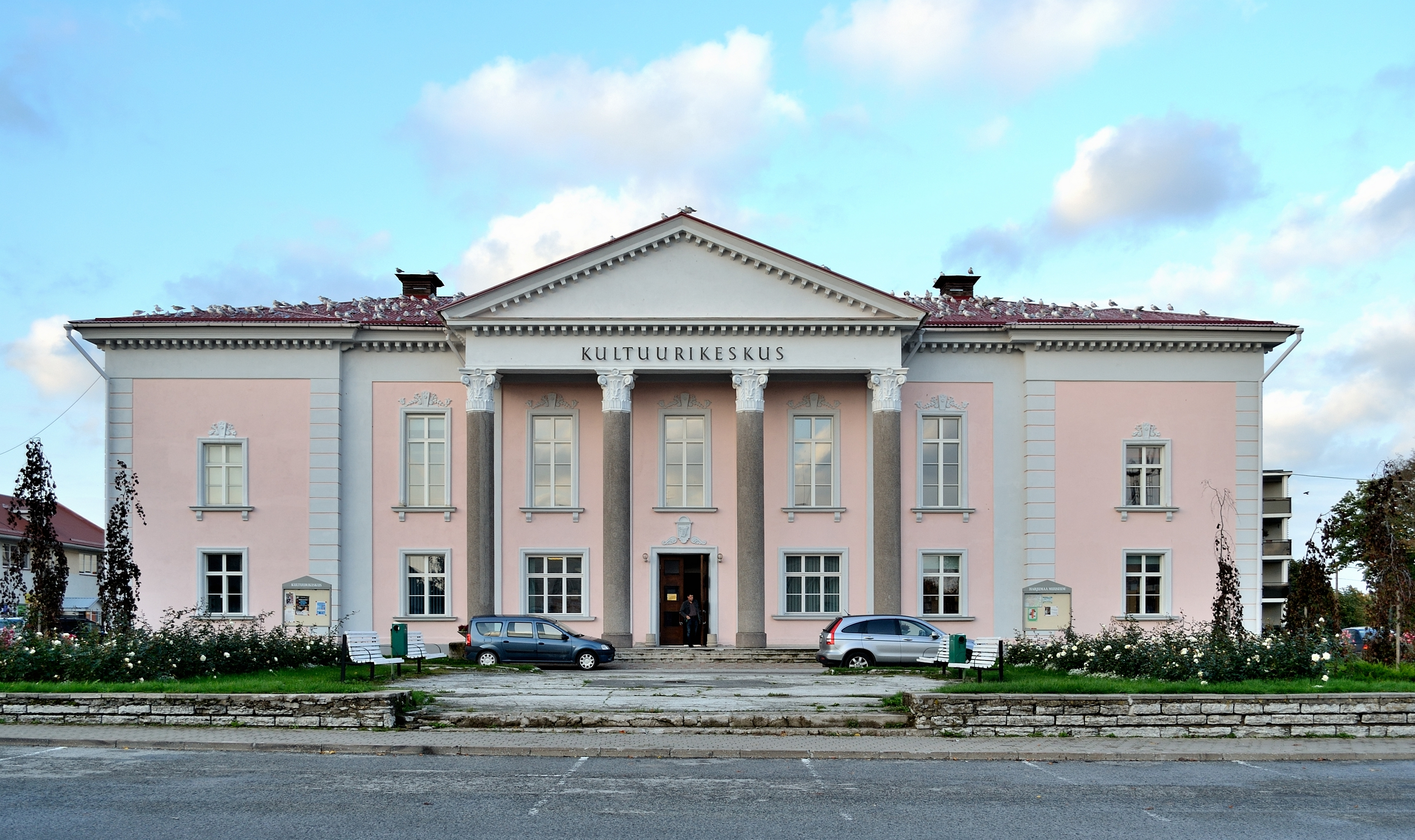
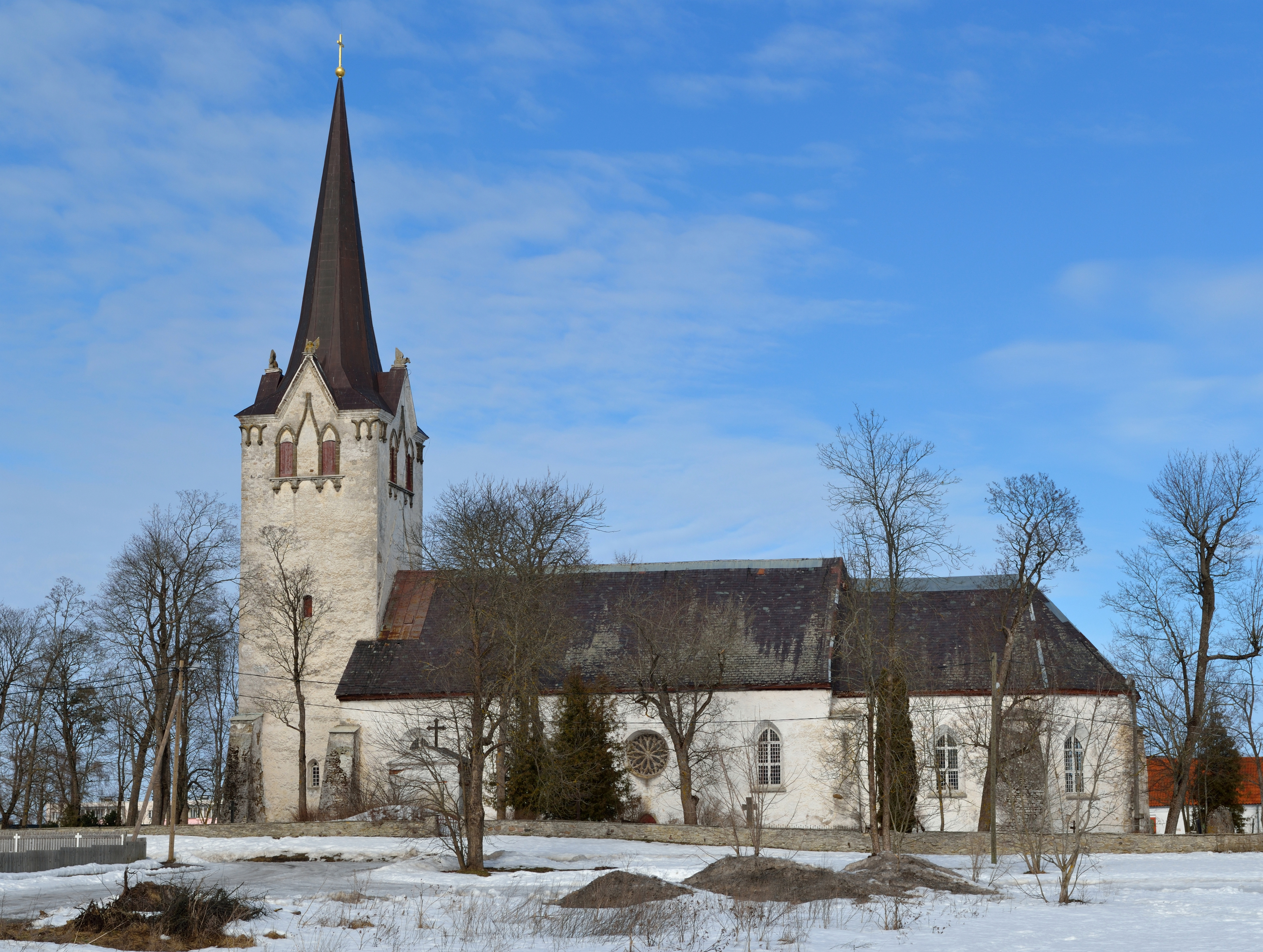
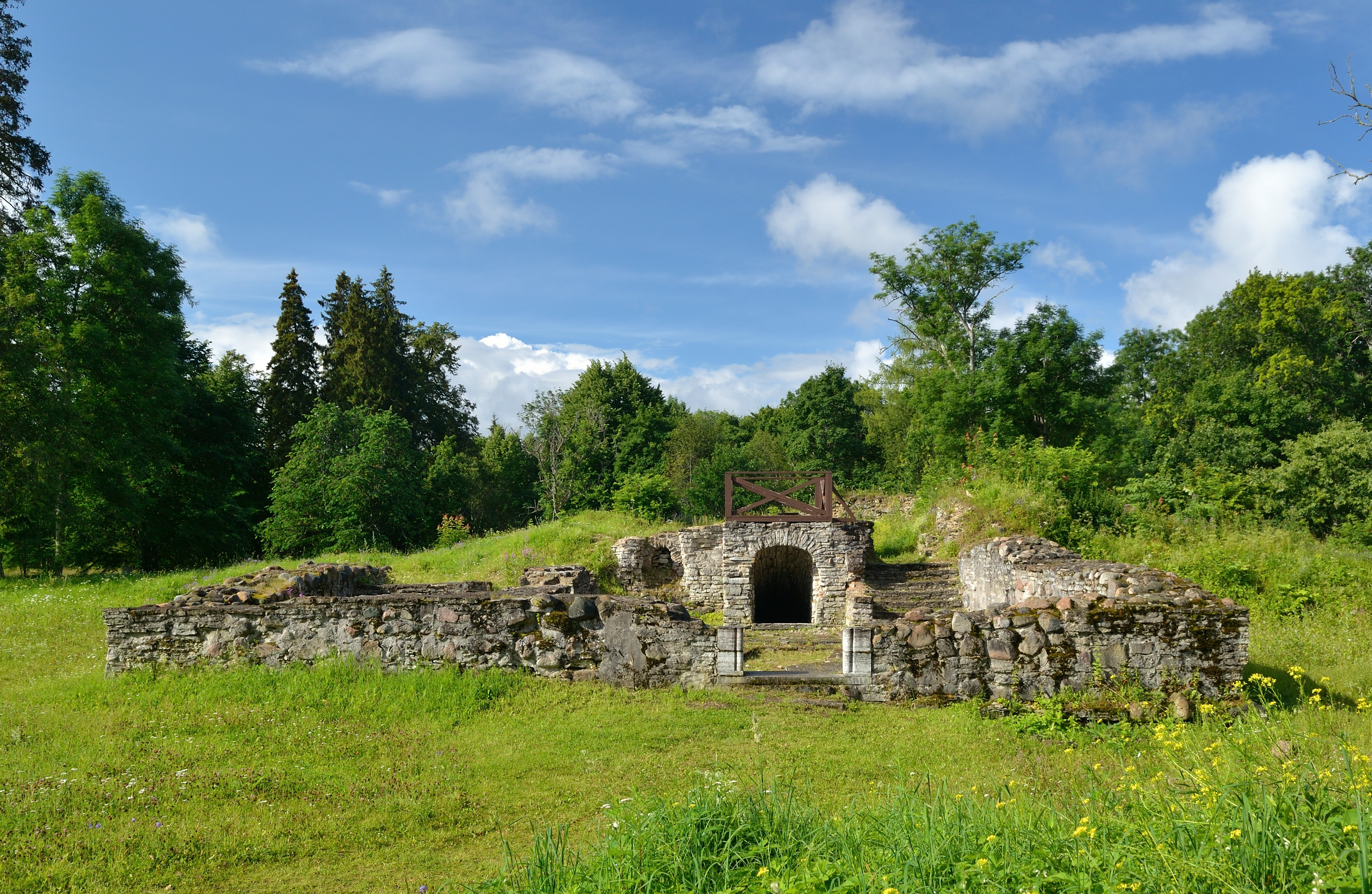
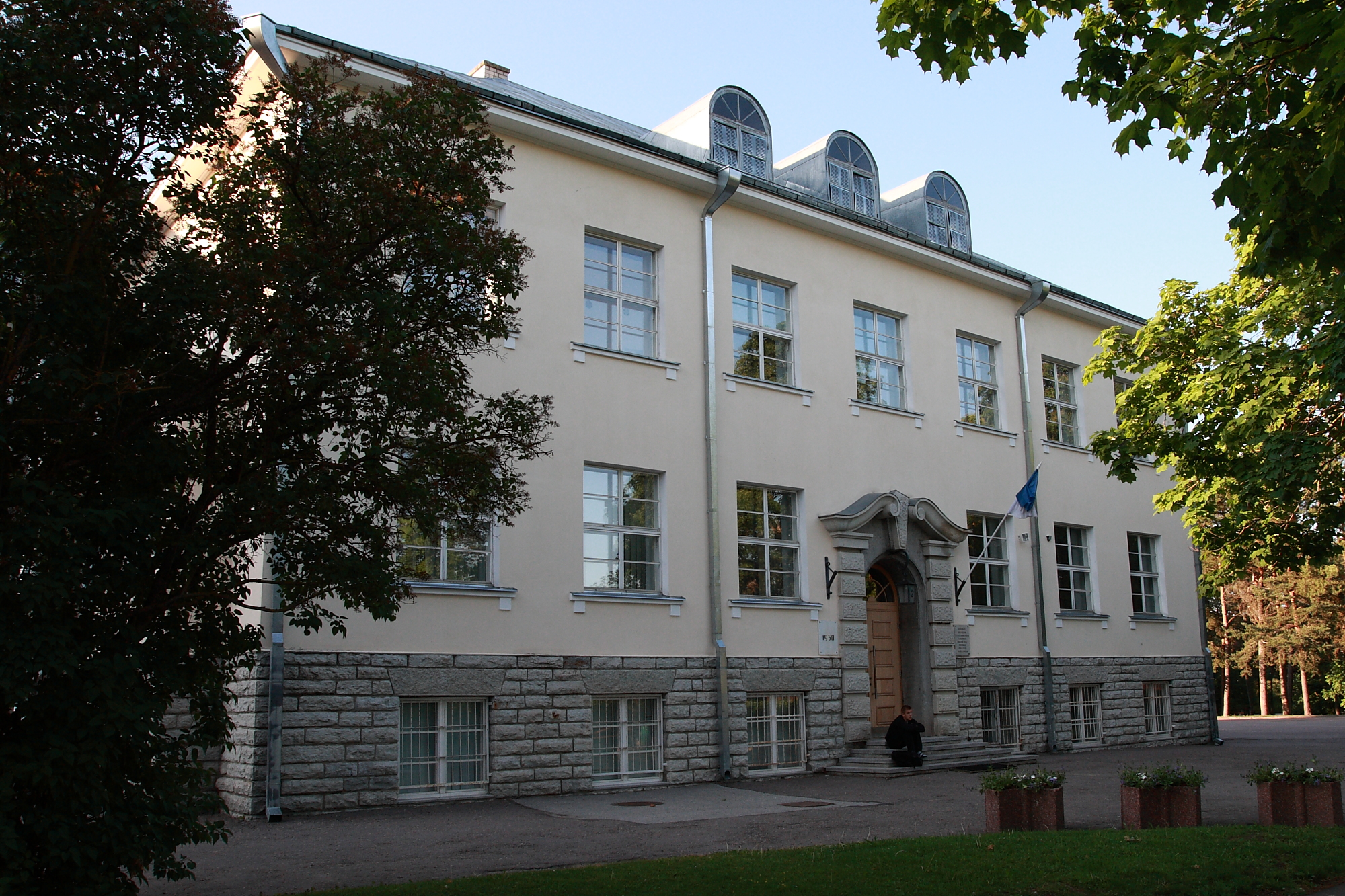
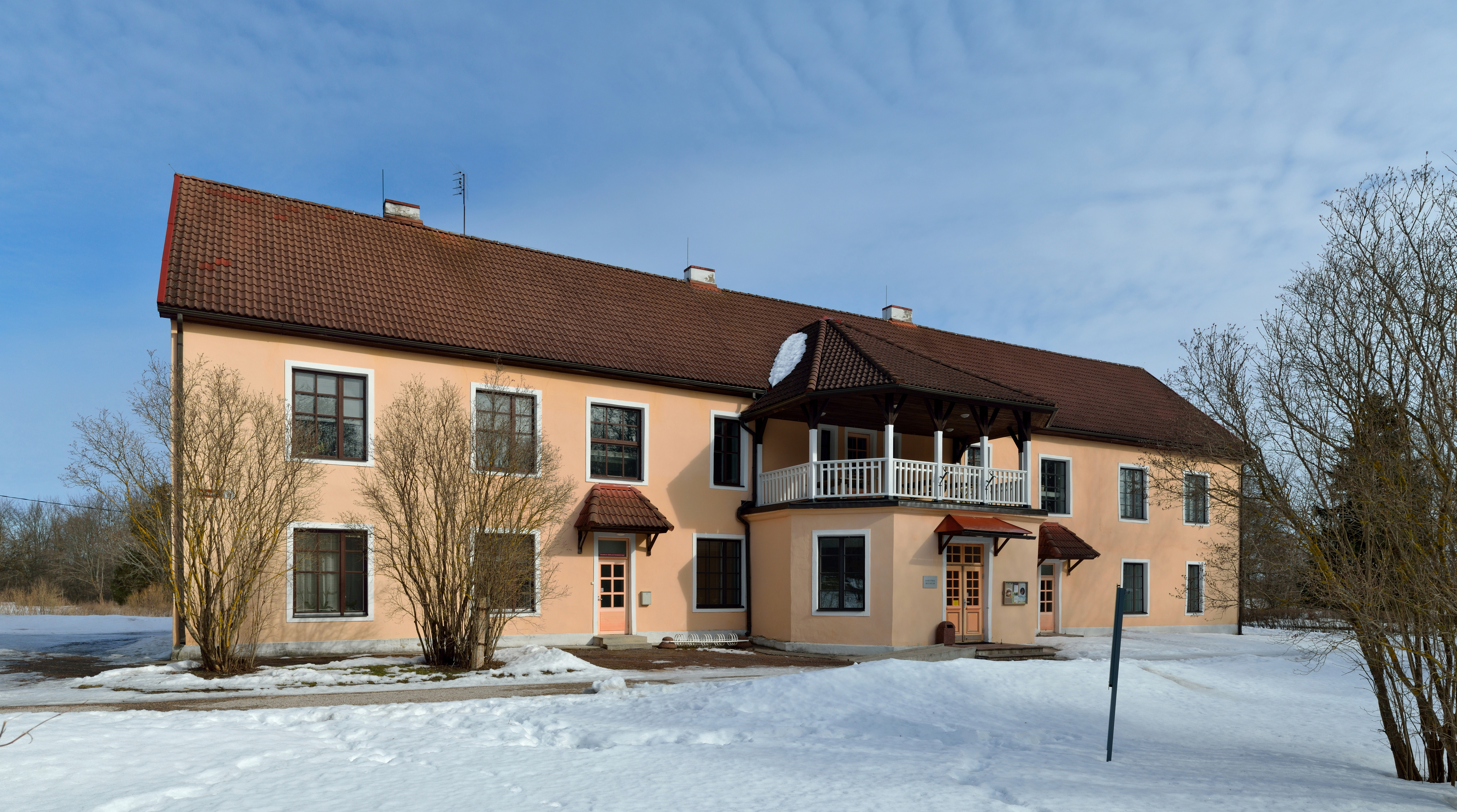
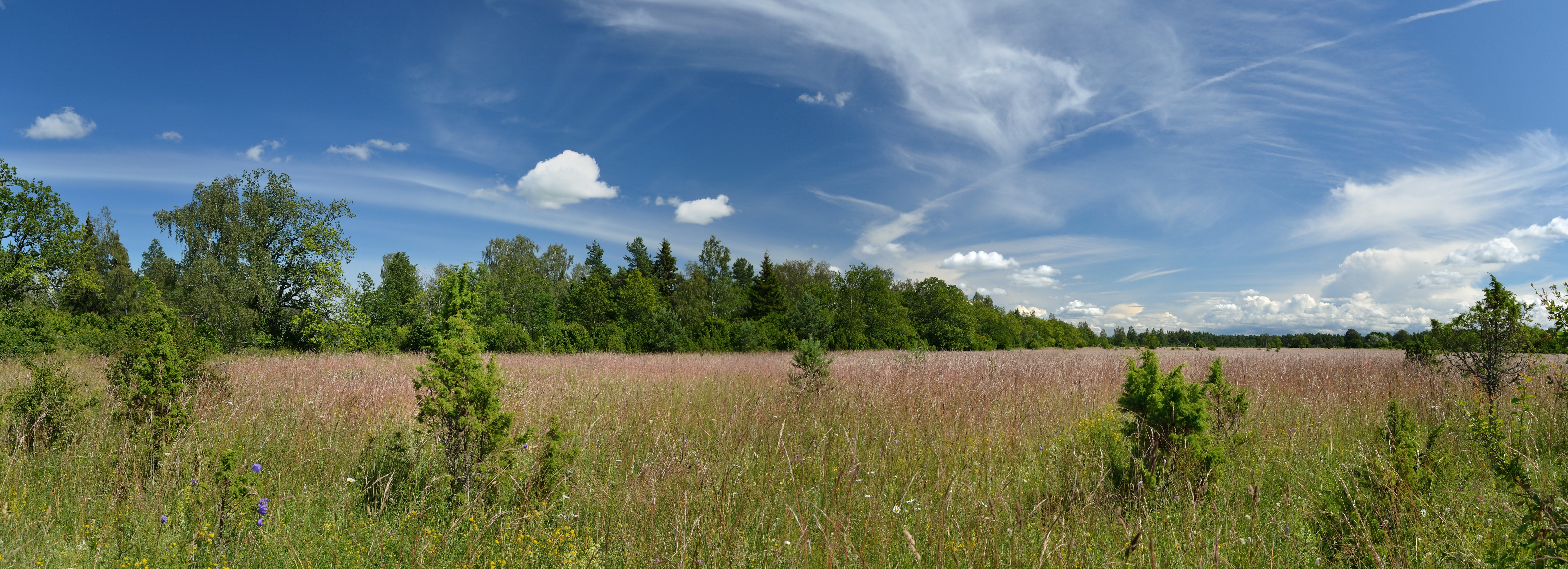
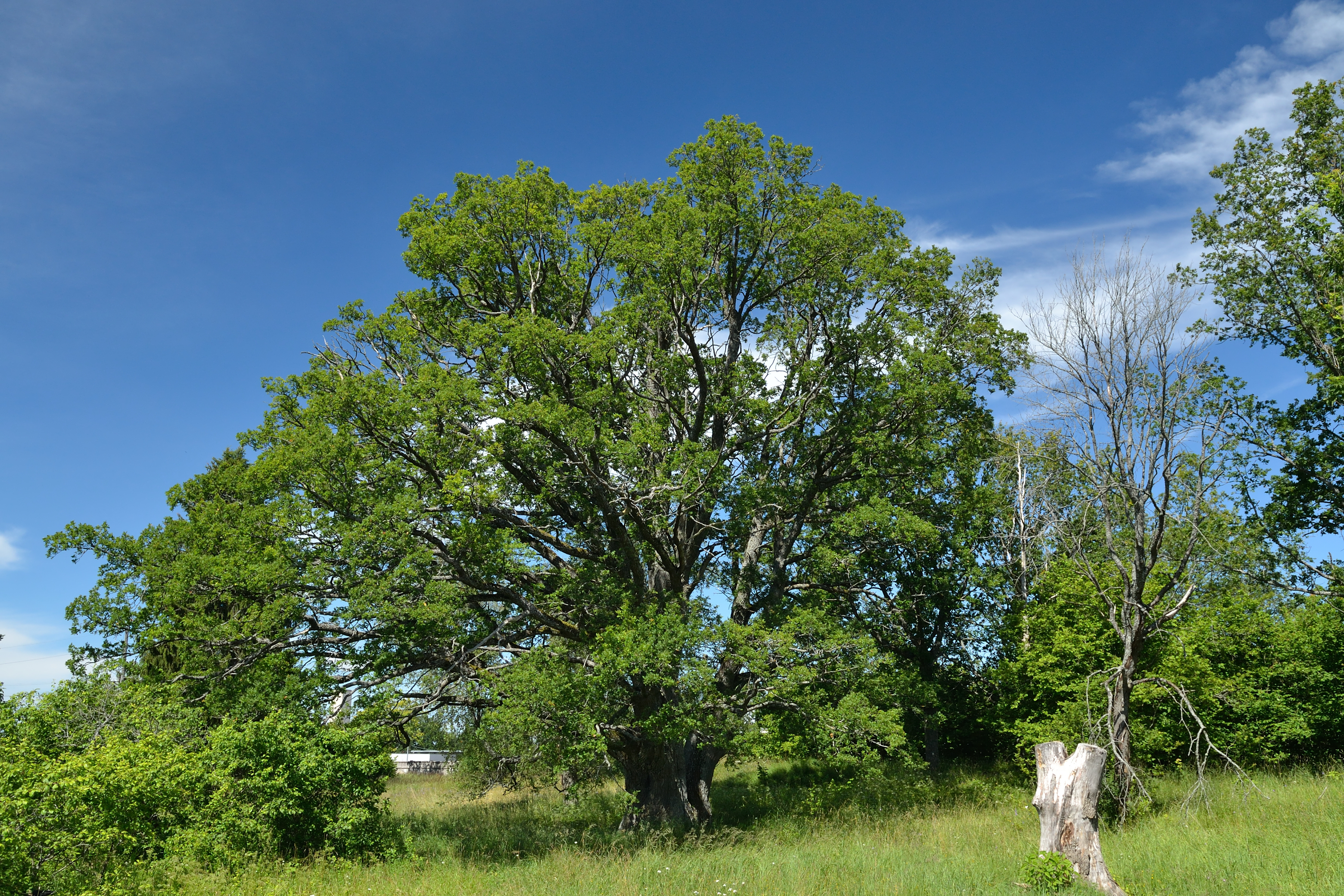